# Gonomyia oliveri
Gonomyia oliveri là một loài ruồi trong họ Limoniidae. Chúng phân bố ở miền Australasia.